# Rally Acrópolis de 2018
El Rally Acrópolis de 2018 fue la 64.ª edición y la tercera ronda de la temporada 2018 del Campeonato de Europa de Rally. Se celebró del 31 de mayo al 3 de junio y contó con un itinerario de doce tramos sobre tierra que sumaban un total de 237,89 km cronometrados.

## Itinerario
| Día   | Tramo | Nombre                   | Distancia | Ganador            | Automóvil      | Tiempo  | Líder              |
| ----- | ----- | ------------------------ | --------- | ------------------ | -------------- | ------- | ------------------ |
| Día 1 | SS1   | SSS Hippodrome           | 2.60 km   | Norbert Herczig    | Škoda Fabia R5 | 2:02.1  | Norbert Herczig    |
| Día 1 | SS2   | Thiva                    | 30.53 km  | Aleksiej Łukjaniuk | Ford Fiesta R5 | 21:35.4 | Aleksiej Łukjaniuk |
| Día 2 | SS3   | New Amfissa 1            | 14.28 km  | Aleksiej Łukjaniuk | Ford Fiesta R5 | 9:35.3  | Aleksiej Łukjaniuk |
| Día 2 | SS4   | Drossochori 1            | 25.10 km  | Bruno Magalhães    | Škoda Fabia R5 | 22:05.1 | Bruno Magalhães    |
| Día 2 | SS5   | Paleohori - Mendenitsa 1 | 22.50 km  | Bruno Magalhães    | Škoda Fabia R5 | 16:08.0 | Bruno Magalhães    |
| Día 2 | SS6   | New Amfissa 2            | 14.28 km  | Eyvind Brynildsen  | Ford Fiesta R5 | 9:37.1  | Bruno Magalhães    |
| Día 2 | SS7   | Drossochori 2            | 25.10 km  | Norbert Herczig    | Škoda Fabia R5 | 21:35.7 | Bruno Magalhães    |
| Día 2 | SS8   | Paleohori - Mendenitsa 2 | 22.50 km  | Bruno Magalhães    | Škoda Fabia R5 | 16:00.6 | Bruno Magalhães    |
| Día 3 | SS9   | Grameni 1                | 21.97 km  | Juuso Nordgren     | Škoda Fabia R5 | 17:20.7 | Bruno Magalhães    |
| Día 3 | SS10  | Divri 1                  | 18.53 km  | Aleksiej Łukjaniuk | Ford Fiesta R5 | 12:54.1 | Bruno Magalhães    |
| Día 3 | SS11  | Grameni 2                | 21.97 km  | Aleksiej Łukjaniuk | Ford Fiesta R5 | 16:55.1 | Bruno Magalhães    |
| Día 3 | SS12  | Divri 2                  | 18.53 km  | Aleksiej Łukjaniuk | Ford Fiesta R5 | 12:36.9 | Bruno Magalhães    |

## Clasificación final
| Pos. | Piloto             | Copiloto              | Automóvil               | Tiempo    | Diferencia |     |
| ERC  | ERC                | ERC                   | ERC                     | ERC       | ERC        | ERC |
| ---- | ------------------ | --------------------- | ----------------------- | --------- | ---------- | --- |
| 1    | Bruno Magalhães    | Hugo Magalhães        | Škoda Fabia R5          | 3:02:09.4 | 0.0        |     |
| 2    | Norbert Herczig    | Ramón Ferencz         | Škoda Fabia R5          | 3:02:38.5 | +29.1      |     |
| 3    | Hubert Ptaszek     | Maciej Szczepaniak    | Škoda Fabia R5          | 3:03:46.6 | +1:37.2    |     |
| 4    | Eyvind Brynildsen  | Veronica Gulbæk Engan | Ford Fiesta R5          | 3:04:44.6 | +2:35.2    |     |
| 5    | Simos Galatariotis | Antonis Ioannou       | Škoda Fabia R5          | 3:05:32.4 | +3:23.0    |     |
| 6    | Grzegorz Grzyb     | Jakub Wróbel          | Škoda Fabia R5          | 3:07:30.0 | +5:20.6    |     |
| 7    | Jourdan Serderidis | Frédéric Miclotte     | Škoda Fabia R5          | 3:08:04.9 | +5:55.5    |     |
| 8    | Orhan Avcioglu     | Burcin Korkmaz        | Škoda Fabia R5          | 3:08:48.7 | +6:39.3    |     |
| 9    | Paulo Nobre        | Gabriel Morales       | Škoda Fabia R5          | 3:09:04.7 | +6:55.3    |     |
| 10   | Tibor Érdi jun.    | György Papp           | Mitsubishi Lancer Evo X | 3:11:17.2 | +9:07.8    |     |